# Euryglottis aper
Espèce
Euryglottis aper est une espèce de lépidoptères de la famille des Sphingidae, de la sous-famille des Sphinginae, de la tribu des Sphingini et du genre Euryglottis.

## Description
La surface dorsale antérieure présente une bande discale bien marquée de trois lignes. Les deux lignes extérieures ne sont pas aussi distinctes chez Euryglottis  guttiventris. La face ventrale de l'abdomen présente des points apicaux sur les sternites 3 à 5, mais ceux-ci ne sont pas distincts en comparaison de ceux d'Euryglottis guttiventris.

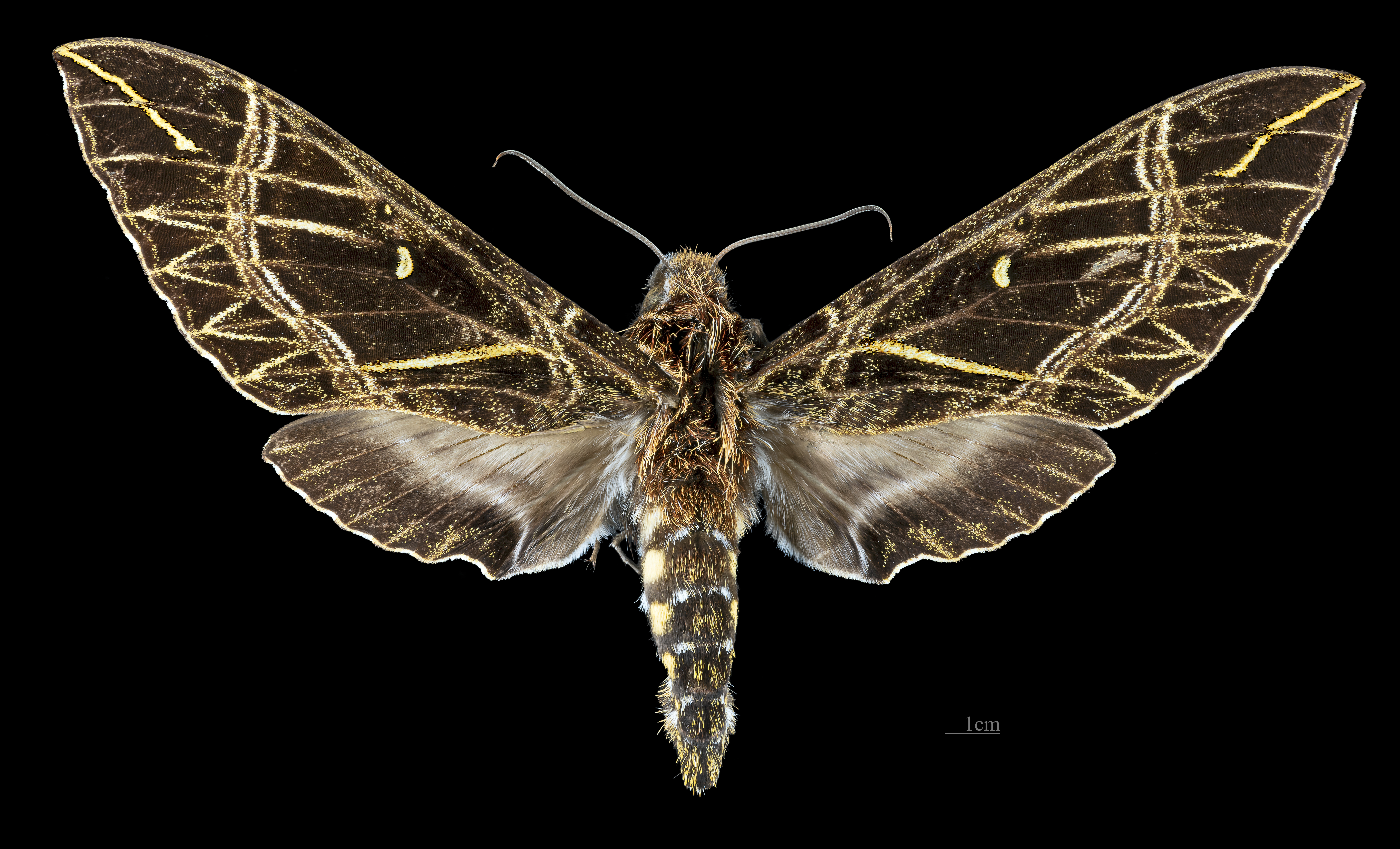
Avers de la femelle (coll.MHNT)
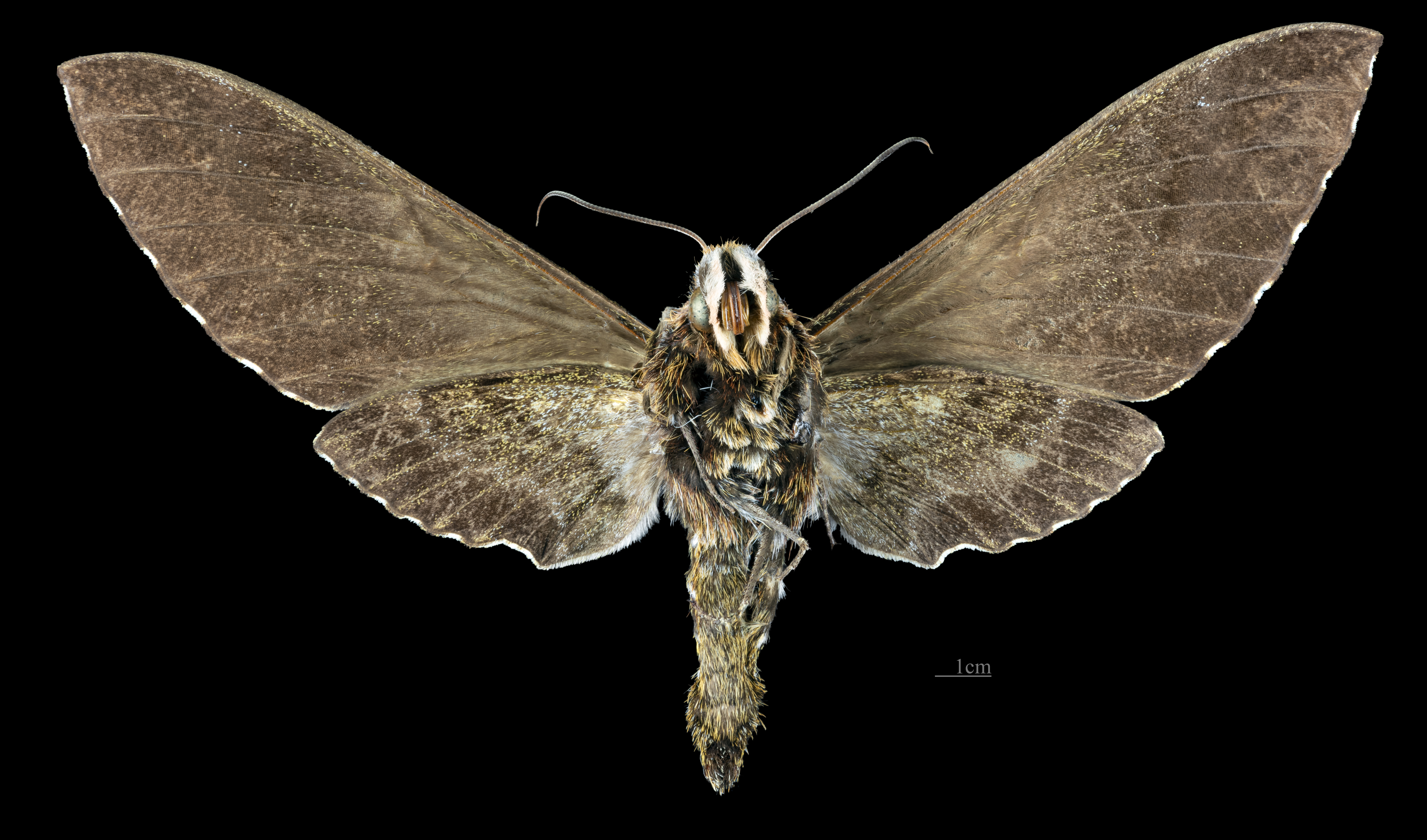
revers de la femelle (coll.MHNT)

## Répartition et habitat
Le genre est néo-tropical. L'espèce est connue en Colombie, en Équateur, au Venezuela et en Bolivie.

## Biologie
Les imagos volent en octobre en Équateur.

## Systématique
- L'espèce Euryglottis aper a été décrite par l'entomologistes britannique Francis Walker en 1856, sous le nom initial de Macrosila aper. La localité type est Bogota.

## Synonymie
- Macrosila aper Walker, 1856 protonyme
- Sphinx aper Herrich-Schäffer, 1856